# Lieferantenintegration
Unter der Lieferantenintegration versteht man im Beschaffungsmanagement die Einbindung der Lieferanten in die Unternehmensstrukturen und -abläufe des Unternehmens, damit Geschäftsprozesse und Systeme synchronisiert werden, um effektiver und erfolgreicher zusammenarbeiten zu können.

## Grundlagen
Prozesse wie Globalisierung, technologische Innovationen sowie steigende Kundenanforderungen und Wettbewerbsdruck zwingen die Unternehmen, traditionelle Wettbewerbsstrategien aufzugeben und neue Geschäftsstrategien einzuführen. Um den neuen kompetitiven Herausforderungen erfolgreich zu begegnen, verlangt die neue Umgebung von den Unternehmen insbesondere die Fähigkeit zur Zusammenarbeit mit geeigneten Marktpartnern. Damit können die Unternehmen wesentliche Ressourcen, Fähigkeiten, Kenntnisse, Erfahrungen und Know-how generieren und transferieren.
Lieferantenintegration als eine Form der Zusammenarbeit hat sich erst bei japanischen Autoherstellern wie Honda und Toyota entwickelt. Dadurch haben beide Unternehmen bessere Qualität und wettbewerbsfähigere Produkte bekommen. Westliche Unternehmen haben lange Zeit geglaubt, dass diese Keiretsu-Struktur auf ihren Märkten nicht funktionieren würde.
Thomas Stallkamp hat als erster die Skeptiker in den westlichen Unternehmen widerlegt und hat als Chief Purchasing Officer bei Chrysler dieses Programm eingeführt.
Am Ende hat er beeindruckende Ergebnisse bekommen: Einsparungen von 5 Milliarden Dollar in dieser Zeit. Die Einsparungen wurden durch die Nutzung der Forschungs- und Entwicklungsmöglichkeiten der Zulieferer erreicht. Ebenso konnte der Produktentwicklungszyklus um mehr als zwei Jahre reduziert werden und mehr Produkte auf den Markt gebracht werden.

## Definition
Lieferantenintegration kann bezeichnet werden als Zusammenarbeit, in der eine Kombination der Ressourcen des Abnehmers mit den Ressourcen und Fähigkeiten des Zulieferers sowie eine gemeinsame Umsetzung von Aktivitäten erfolgen.
Oder die Lieferantenintegration ist die Einbeziehung des Lieferanten in den Produktentstehungsprozess bei Fremdbeschaffung. Die Lieferantenintegration wird in der Betriebswirtschaftslehre als Gestaltungsfeld des strategischen Lieferantenmanagements betrachtet.
Nach Wagner ist bei der Integration zwischen der Wissens- und der Industrialisierungsphase zu unterscheiden. In der Wissensphase ist insbesondere die Einbeziehung in die abnehmerseitigen Entwicklungsprozesse gemeint. Darunter fallen auch Innovationen, die in der Kernkompetenz des Lieferanten liegen. In der Industrialisierungsphase sind insbesondere Prozesse der Produkt- und Produktionsprozessverbesserung als Gestaltungsfelder gemeint.

## Wesentliche Erfolgsfaktoren der Lieferantenintegration
Über Vorteile von Lieferantenintegration wird viel gesprochen, aber wie sich herausgestellt hat, ist der Wechsel vom alleine arbeiten zur Kooperation mit Lieferanten einfacher gesagt als getan. Folgend sind die Faktoren, die für langfristige Beziehungen zwischen Firmen und ihren Lieferanten erforderlich sind.

### Teilung von Informationen
Die Teilung von Informationen muss bi- bzw. multidirektional sein, d. h., beide Seiten müssen ihre Informationen miteinander teilen. Dies betrifft allgemeine Informationen wie Lagerbestände, Prognosen, Verkaufs- und Marketing-Strategien, um alltägliche Leistungen ausführen zu können. Neben den alltäglichen Informationen können auch strategische Informationen für eine erfolgreiche langfristige Zusammenarbeit notwendig sein, wie Marktstrategien, Finanz- und Technologieinformationen oder Produktneuheiten. Um alle Informationen schnell und rechtzeitig teilen zu können, spielen Technologien eine große Rolle. Schnellerer Zugriff auf Informationen und damit schnellere Entscheidungen sind insbesondere wichtig, wenn eine Entscheidung von einer Seite die folgenden Entscheidungen der anderen Seite beeinflusst.

### Zielübereinstimmungen
Zielübereinstimmungen beziehen sich auf Intensität der Zielvereinbarung zwischen den Partnern und werden verwendet, um die Qualität zwischen den Beteiligten der Lieferkette zu messen. Die Zielübereinstimmungen beinhalten das Verständnis der Notwendigkeit von gemeinsamen Vereinbarungen entlang der Wertschöpfungskette, um Opportunismus zu verringern, Erwartungen an die Partner deutlich zu machen und die Ziele von Partnern zu verstehen und zu helfen, sie zu erreichen. Ebenfalls Bedürfnisse und Fähigkeiten voneinander zu verstehen, um eine klare Vorstellung der Strategie für die Beteiligten zu definieren.

### Entscheidungssynchronisierung
In der Entscheidungssynchronisierung werden sowohl operative Aktivitäten als auch gemeinsame Planung von den Partnern koordiniert, um die Vorteile entlang der Wertschöpfungskette zu optimieren. Um eine hochwertige Entscheidung zu treffen, sollten die Unternehmen und ihren Lieferanten ihre Pläne und Informationen kombinieren, Konflikte überwinden, Verfahren, Regeln und Abläufe festlegen.
Bei der Planung wird festgelegt, wie gemeinsame Ressourcen effektive verwendet werden können, um die Ziele zu erreichen, dabei müssen Aktivitäten und Kapazitäten allen Partnern angepasst werden.

### Anreizausrichtung
Die Anreizausrichtung bezieht sich auf die gleichmäßige Verteilung von Kosten, Risiken und Vorteilen auf die Partner der Lieferkette und umfasst auch die Kalkulation und Entwicklung von Anreizsystemen dazu.
Ein erfolgreicher Einsatz der Supply-Chain-Partnerschaft setzt voraus, dass die Verluste und Gewinne, sowie die Ergebnisse der gemeinsamen Arbeit, gerecht auf die Partner verteilt werden. Jedes Mitglied der Kollaboration soll so viel bekommen bzw. geben, wie er beigetragen hat.

### Teilung von Ressourcen
Ressourcensharing bezieht sich auf die Prozesse der Hebelwirkung von Vermögen und Zusammensetzung von Vermögensinvestitionen entlang der Wertschöpfungskette.
Ausrüstung bzw. Betriebsmittel, Einrichtungen und Technologien gehören zur Hebelwirkung von Vermögen, z. B. ein Lieferant investiert in Equipment, das für einen bestimmten Kunden benötigt wird oder eine Firma investiert in benötigtes Equipment, das beim Lieferanten benutzt wird.
Die Vermögenswerteinvestitionen umfassen sowohl finanzielle als auch nicht finanzielle Investitionen wie Zeit, Geld, Weiterbildung usw. und sind sehr wichtig für eine erfolgreiche Zusammenarbeit.

### Gemeinsame Generierung von Wissen
Eine Gemeinsame Generierung von Wissen bezieht sich auf die Prozesse, mit denen die Partner ein besseres Verständnis und eine schnellere Reaktion auf Markt- und Wettbewerbsumfeld bei gemeinsamer Arbeit entwickeln.
Das Generieren und Transferieren von Wissen zwischen Unternehmen und Lieferanten ermöglicht neue Produktentwicklungen, bessere und schnellere Reaktion auf Kundenwünsche und die Schaffung von Innovationen.

### Gemeinsame Kommunikation
Unter gemeinsamer Kommunikation versteht man die Informationsübermittlung entlang der Supply-Chain-Partner in Hinsicht auf Frequenz, Richtung, Methode und Einflussart. Die gemeinsame Kommunikation kann man sich als Übertragungskanal vorstellen, in dem Informationen geteilt, Ziele abgestimmt, Entscheidungen synchronisiert, Anreize ausgerichtet, Ressourcen koordiniert und gemeinsames Wissen erzeugt wird.

## Aufgabenfelder
„Die Kollaboration zwischen Lieferanten und Abnehmern in der Supply-Chain vollzieht sich in der Regel auf den unterschiedlichsten Aufgabenfeldern. Zu denen, die am häufigsten genannt werden, zählen die Beschaffung, die Lagerwirtschaft, die Forschung und Entwicklung sowie die Produktion und der Vertrieb“.

### Beschaffung
Eine Kollaboration in der Beschaffung realisiert sich in der Regel im Zusammenhang mit Überlegungen zur Reduzierung der Fertigungstiefe oder im Zusammenhang mit Bestrebungen, die Beschaffung zu optimieren bzw. zusätzliche Potenziale und Synergien zu erschließen. So werden beispielsweise ausgewählte Fertigungsfunktionen an Kollaborationspartner ausgelagert, die anschließend auch gemeinsam geplant und überwacht werden können. Im fokalen Unternehmen kommt es dabei zu einer Verlagerung von Aufgaben aus der Produktion in den Verantwortungsbereich der Beschaffung. Im fokalen Unternehmen kommt es dabei zu einer Verlagerung von Aufgaben aus der Produktion in den Verantwortungsbereich der Beschaffung.

#### Reduzierung der Fertigungstiefe durch 1-st Tier Lieferanten
Nach der Zulieferpyramide werden die Lieferanten, die am nächsten zum OEM stehen, als Modullieferant und Systemintegrator bezeichnet.
Der Modullieferant (1st-Tier) hat die Aufgabe, die Teile und Komponenten zusammenzustellen (Aggregation) bzw. montagefertige Module herzustellen und den OEM damit zu versorgen sowie auch logistische Verantwortung zu bieten. Diese Leistung wird als Modular Sourcing bezeichnet und spielt eine geringe Rolle in der Entwicklung.
Der Systemintegrator (1st-Tier) übernimmt die Aufgaben, die früher zum Kerngeschäft der OEMs gehört haben, es werden Systeme geschaffen, die aus mehreren Modulen bestehen. Für solche Leistungen wird der Begriff System Sourcing benutzt. Als Beispiel für derartige Systeme kann man einen kompletten Motor, einen Autositz inkl. Unterbau oder das Lenksystem nennen. System Sourcing im Gegensatz zu Modular Sourcing übernimmt auch Leistungen bei der Forschung und Entwicklung.
Modullieferant und Systemintegrator müssen daneben logistische Verantwortung tragen, um die rechtzeitige Anlieferung der Systeme bzw. Module für die Weiterverarbeitung zu garantieren. Die Systemintegratoren werden oft in der Nähe des Herstellers angesiedelt, wie z. B. alle großen Automobilhersteller haben Zuliefererparks direkt vor den Fertigungshallen, damit können sie auch Just-in-time-Produktion und Just-in-Sequence-Produktion-Anlieferung realisieren.

##### Beispiel
Engere Zusammenarbeit des OEM und ihren Lieferanten in der Automobilindustrie im Rahmen Modular bzw. System Sourcing führt zur Reduzierung der Fertigungstiefe. So wird bei BMW nur noch 33 % und beim Geländewagen Cayenne nur ca. 10 % selbst produziert.

### Lagerwirtschaft
„Ähnlich wie bei der Beschaffungskollaboration zielen die Überlegungen zur Realisierungeiner Kollaboration in der Supply-Chain, im Bereich der Lagerhaltung, auf die Aufdeckung von Optimierungspotenzialen. Hintergrund ist die Reduzierung von Lagerbeständen mit den daraus resultierenden Kostenreduktionen (Raumkosten, Vorratshaltungskosten, Kapitalbindungskosten, innerbetriebliche Transportkosten etc.)“.
Neben den Konzepten der Lagerhaltung, die den Lagerbestand senken, beeinflussen auch Konzepte aus den anderen Bereichen der Supply-Chain den Lagerbestand unmittelbar. Zu solchen Konzepten gehören z. B. in der Beschaffung – JIT, Modular und System Sourcing usw.; in der Produktion – JIT Belieferung, Kanban-Prinzip usw. Wenn ein Unternehmen mit diesen Konzepten arbeitet, wird der Bestand durch die geringe Liefermenge, späterer Punkt der Eigentumsübergabe, Verlagerung von Beständen auf Lieferanten reduziert.
Bei weiteren Konzepten, wie Vendor Managed Inventory und Continuous Replenishment, wo der Lieferant für den Bestand des Lagers beim Abnehmer verantwortlich ist, trägt der Lieferant alle anfallenden Kosten und die volle Lagerverantwortung.

### Forschung und Entwicklung
Bei Kollaborationen im Bereich der Forschung und Entwicklung (F&E) erfolgt eine Sammlung von Erfahrungen, Einrichtungen und spezialisierten Arbeitskräften. Die Vorteile für die Unternehmen umfassen neben Rationalisierungs- und Kostensenkungseffekten die Verminderung des Kapitalrisikos. Durch die Nutzung von Synergieeffekten und Effizienzsteigerungen bietet sich zudem die Chance, bei der Einführung eines Produktes einen zeitlichen Vorsprung gegenüber der Konkurrenz zu gewinnen (time-to-market). Darüber hinaus können die Supply-Chain-Unternehmen zusätzliches Know-how austauschen, das außer in der Entwicklung auch in der eigenen Produktion eingesetzt werden kann.
Es ist wichtig, den Zeitpunkt und den Grad der Lieferanteneinbindung zu bestimmen, da ab diesem Punkt der Lieferant die Verantwortung für Entwicklungstätigkeiten mitträgt.
Wie hoch die Verantwortung der Lieferanten ist und wie stark diese integriert werden, hängt davon ab, in welcher F&E-Phase sie eingebunden werden und wie umfangreich ihr Anteil daran ist. Je früher und je größer ihr Anteil, desto größer ist die Verantwortung und desto tiefer ist die Integration.

### Produktion
Die Kollaboration zwischen Lieferanten und Abnehmern im Bereich der Produktion bezieht sich auf ihre Zusammenarbeit bei Produktionsprozessen und die dadurch entstehenden Logistikprozesse, um die Produktionskosten sowie die gesamten Prozesskosten zu reduzieren und die Kapazitätsauslastung zu erhöhen.
Aufeinander koordinierte Produktionsprogramme können Inhalt einer Kollaboration sein, innerhalb dieser sich die Partner auf die Fertigung bestimmter Produktgruppen spezialisieren und daraus eine Produktpalette oder durch deren Zusammenbau ein absatzfähiges Produkt entsteht.
Eine zweite Möglichkeit ist die kollaborative Nutzung von Betriebsmitteln und Produktionsanlagen z. B. bei sehr teuren Produktionsprozessen, die für die einzelnen Unternehmen nicht allein getragen werden könnten.
Die Verteilung der Aufgaben (Auslagerung von Montageschritten, eine beidseitige Spezialisierung auf jeweils ein Produkt usw.) wird nach Kernkompetenzen den Partnern aufgeteilt. Dabei spielt die Logistik eine sehr wichtige Rolle, um zeitlich und räumlich verteilte Wertschöpfungsaktivitäten zu verbinden.
Es werden z. B. die gemeinsam produzierten Komponenten und Module oder ausgelagerte Teile der verschiedenen Logistikkonzepte benötigt: JIT, JIS, Kanban usw. Diese wiederum benötigt, dass ausgewählte Lieferanten in der Nähe von Herstellern angesiedelt sind, um ihre Teile bzw. Module sequenzgenau an die Montagelinien zu liefern (JIT, JIS) oder den kontinuierlichen Ablauf des Kanban-Systems sicherzustellen.